# Reality (film 2023)
Reality – amerykański dramat filmowy z 2023 roku w reżyserii Tiny Satter, będący jej pełnometrażowym debiutem. W głównej roli wystąpiła Sydney Sweeney. Film miał swoją premierę 18 lutego 2023 roku w ramach sekcji „Panorama” na 73. MFF w Berlinie.

## Fabuła
25-letnia tłumaczka, Reality Winner, staje się obiektem zainteresowania FBI. W związku z podejrzeniem o wydrukowanie tajnych dokumentów jej dom zostaje przeszukany, lecz dziewczyna nie sprawia pozorów przejęcia całą sprawą. W miarę rozwoju sytuacji pojawiają się nowe pytania sugerujące jej udział w sprawie.

## Obsada
- Sydney Sweeney jako Reality Winner
- Josh Hamilton jako Garrick
- Marchánt Davis jako Taylor
- Benny Elledge jako Joe
- John Wayjako agent FBI[1]

## Odbiór

### Reakcja krytyków
Film spotkał się z pozytywną reakcją krytyków. W agregatorze recenzji Rotten Tomatoes 93% z 92 recenzji uznano za pozytywne, a średnia ocen wyniosła 8 na 10. Z kolei w agregatorze Metacritic średnia ważona ocen z 21 recenzji wyniosła 83 punktów na 100.

## Nagrody i nominacje
| Nagroda      | Kategoria                                                                                        | Wynik     |
| ------------ | ------------------------------------------------------------------------------------------------ | --------- |
| Gotham Award | Najlepszy film fabularny (Brad Becker-Parton, Greg Nobile, Noah Stahl, Riva Marker, Tina Satter) | nominacja |